# Черкасов, Дмитрий Геннадьевич
Дмитрий Геннадьевич Черкасов (род. 30 января 1973, Москва) — российский кинорежиссёр, сценарист и продюсер.

## Биография
Дмитрий Черкасов поступил на режиссёрские курсы Российского Комитета Кинематографии в мастерскую Михаила Туманишвили, имея за плечами диплом авиационного инженера.
Во время обучения в киношколе был именным стипендиатом фонда им. Сергея Эйзенштейна. В 1998 году защитил режиссёрский диплом дебютным короткометражным фильмом «В двух шагах от неба». Снимал большое количество музыкального видео и рекламы.
С 2000 года — режиссёр спецпроектов промо ОРТ (впоследствии — Первого канала). Обладатель многочисленных российских и международных наград в области рекламы и телевизионного промоушена.
Дебютная кинокартина режиссера «Долина роз» стала участницей конкурсной программы 19-го кинофестиваля «Окно в Европу». Сценарий был написан Дмитрием Черкасовым совместно со сценаристом Олегом Антоновым.
В ноябре 2011 года «Долина роз» была показана в Варшаве в рамках кинофестиваля «Спутник над Польшей».
Кинокритик Sebastian Chosiński в своей рецензии отмечал: «Долина роз» - это очень интимная история о человеческих страстях и неспособности на поступки. Каждый из героев отмечен клеймом неудачных отношений, каждый ищет утешения, но не может его найти. Хорошего решения нет и огромное преимущество картины Черкасова в том, что автор не пытается найти его искусственно. У этого фильма, это чувствуется с первого момента - не должно быть счастливого конца и это мудрое решение, что его там нет».
В 2012 году Дмитрий Черкасов поставил 4-серийный телевизионный фильм «Степные дети», премьера которого состоялась на Первом канале весной 2012 года. 
«Дмитрию Черкасову, режиссёру проекта, удалось снять яркий красочный фильм о людях с прекрасным актёрским составом... Каждый герой сериала — это отдельный типаж, личность, запоминающейся своей походкой, манерой речи, характерными жестами. Актёры точно знают, что они делают на экране, какое впечатление хотят произвести на зрителей. Сцены построены с учётом особенностей персонажей, помогают им раскрыться, именно таким образом развивается сюжет «Степных детей» (Анна Чиж, «Наш фильм»).
Редакция сайта AdMe.ru включила сериал «Степные дети»  в 20-ку лучших мировых телесериалов, снятых после 2010 года с точки зрения зрителей.
В 2011 году Дмитрий Черкасов (совместно с Сергеем Сельяновым и Олегом Газе) создал кинокомпанию «Щука», в которой кроме режиссёрский деятельности (фильмы «Вольная грамота», «Ту-154. Моя легенда» и др.) также выступает в качестве продюсера и художественного руководителя многих телевизионных и кинопроектов.
В 2020 году в Польше на TVP1 состоялась европейская премьера исторического сериала «Вольная грамота». Дмитрий Черкасов выступил в этой работе в качестве режиссёра-постановщика и продюсера. Для польского зрителя сериал вышел под названием «Cena wolności» («Цена свободы»).
В году «Вольная грамота» вышла на стриминговом сервисе Amazon Prime под названием «Life of Mistress» («Жизнь госпожи»).

## Фильмография
| 1993 | Золотой туман            |           |           |           | зелёная ✓ | Дима  |                  |
| 1998 | В двух шагах от неба     | зелёная ✓ | зелёная ✓ |           |           |       | короткометражный |
| 2004 | Красная вода             | зелёная ✓ |           |           |           |       | не был завершён  |
| 2008 | Воротилы                 | зелёная ✓ | зелёная ✓ |           |           |       |                  |
| 2009 | Воротилы. Быть вместе    | зелёная ✓ | зелёная ✓ |           |           |       |                  |
| 2009 | Большая нефть            | зелёная ✓ | зелёная ✓ |           |           |       |                  |
| 2010 | Небо в огне              | зелёная ✓ |           |           | зелёная ✓ |       |                  |
| 2011 | Долина роз               | зелёная ✓ | зелёная ✓ |           |           |       |                  |
| 2011 | Охотники за бриллиантами |           | зелёная ✓ |           |           |       |                  |
| 2012 | Мой капитан              |           |           | зелёная ✓ |           |       |                  |
| 2012 | Однолюбы                 |           |           | зелёная ✓ |           |       |                  |
| 2012 | Степные дети             | зелёная ✓ |           |           |           |       |                  |
| 2013 | Крик совы                |           |           | зелёная ✓ |           |       |                  |
| 2013 | Городские шпионы         | зелёная ✓ | зелёная ✓ | зелёная ✓ | зелёная ✓ | Пилот |                  |
| 2014 | Линия Марты              |           |           | зелёная ✓ | зелёная ✓ | Олег  |                  |
| 2014 | У вас будет ребёнок      |           |           | зелёная ✓ |           |       |                  |
| 2014 | Ту-154. Моя легенда      | зелёная ✓ | зелёная ✓ | зелёная ✓ |           |       | документальный   |
| 2018 | Вольная грамота          | зелёная ✓ |           | зелёная ✓ |           |       |                  |
| 2020 | Давай найдём друг друга  | зелёная ✓ |           |           |           |       |                  |

## Награды и премии
- 1999 год — Дебют Кинотавр (номинация — муз. видеоклип) — финалист
- 2002 год — Золотое яблоко — финалист
- 2003 год — PromaxBDA Europe — Серебряная муза ПРОМАКС
- 2003 год — PromaxBDA Russia — Золотая муза ПРОМАКС
- 2006 год — Облик телеканала — Золотой приз
- 2007 год — Премия Первого канала («Команда Первого»)
- 2007 год — ТЭФИ («Команда Первого»)
- 2015 год — ЗОЛОТАЯ РУКАВИЦА 2015 (Фильм «Ту-154. Моя легенда») — СПЕЦИАЛЬНЫЙ ПРИЗ ОТ АТОМНОЙ ОТРАСЛИ РОССИИ, Кинофестиваль «Человек труда».